# Alpens
Alpens est une commune de la province de Barcelone, en Catalogne, en Espagne, de la comarque d'el Lluçanès.